# Ray E. Luke
Ray Edward Luke (Fort Worth, 30 mei 1928 – Spring Creek (Oklahoma), 15 september 2010) was een Amerikaans componist, muziekpedagoog, dirigent en trompettist. Hij was een zoon van het echtpaar Ray H. en Dorothy Luke.

## Levensloop
Luke speelde als jeugdige trompettist in diverse regionale orkesten en ensembles. Hij studeerde bij Keith Mixon (piano), Joseph Cinquemani (trompet), Ralph Guenther (muziektheorie en compositie) en Leon Breeden (arrangeren) aan de Christelijke Universiteit van Texas (TCU) in zijn geboortestad, waar hij zowel zijn Bachelor of Music (1949) als zijn Master of Music (1950) behaalde. Vervolgens werd hij korte tijd docent aan het Atlantic Christian College in Wilson en kwam erna weer terug naar Texas en werd docent aan het East Texas State College. Gedurende de 13 jaar aan deze institutie ontwikkelde hij zich eerst als arrangeur en later als componist. Vanaf 1957 studeerde hij compositie aan de bekende Eastman School of Music in Rochester bij Bernard Rogers. In 1960 voltooide hij zijn studies aldaar en promoveerde tot Ph.D. (Philosophiæ Doctor) in compositie.
Op 11 april 1952 huwde hij Virginia Faye Smith.
Vanaf 1962 werkte hij als docent aan Oklahoma City University in Oklahoma City en werd spoedig hoofd van de afdeling voor instrumentale muziek. Een jaar later werd hij directeur en dirigent van het nieuw opgerichte lyrische theater en dirigeerde 5 seizoenen aldaar. In 1997 ging hij met pensioen.
Aan het einde van de jaren 1960 werd hij tweede dirigent van het Oklahoma City Symphony Orchestra. Nadat de toenmalige chef-dirigent Guy Fraser Harrison in 1973 met pensioen was gegaan, werd Luke voor een seizoen opvolger.
Als componist schreef hij meer dan 80 werken voor orkest, harmonieorkest, koor, muziektheater (opera, ballet) en kamermuziek. In 1969 won hij met zijn Pianoconcert de Belgische Koningin Elisabethwedstrijd. Met zijn opera Medea op een libretto van Carveth Osterhaus won hij in 1979 de New England Conservatory Opera Competition Award. Hij dirigeerde zelf de uitvoering van deze opera in Boston. In hetzelfde jaar kreeg hij ook de Oklahoma Governor's Arts Award. Hij werd bekroond met de American Society of Composers, Authors and Publishers (ASCAP)-Award voor buitengewoon werk op het gebied van de compositie van serieuze muziek.

## Composities

### Werken voor orkest

#### Symfonieën
- 1959-1960 Symfonie nr. 1
- 1961 Symfonie nr. 2
  1. Allegro
  2. Adagio
  3. Allegro moderato
- 1964 Symfonie nr. 3
- Symfonie nr. 4, voor orkest

#### Concerten voor instrumenten en orkest
- 1965 Concert, voor fagot en orkest
  1. Adagio – Allegro – Adagio – Allegro
  2. Andante
  3. Allegro con brio
- 1969 Concert, voor piano en orkest – première: 26 november 1969 door Claude-Albert Coppens (piano), Nationaal Orkest van België o.l.v. Michael Gielen
- Concert, voor trompet en orkest

#### Andere werken voor orkest
- 1958 Suite, voor orkest
  1. Allegro
  2. Andante
  3. Allegro
- 1972 Compressions I, voor orkest en bandrecorder
- Compressions 2
- Concert Overture – "Summer Music"
- Incantation, voor cello, harp en strijkorkest
- Introduction and Badinage
- New England Miniatures
- Second Suite, voor orkest – won de 1e prijs in de Oklahoma Arts and Humanities Council Symphonic Composition Competition 1967
- Symphonic Dialogues, voor viool, hobo en kamerorkest
- Symphonic Songs, voor mezzosopraan en orkest

### Werken voor harmonieorkest
- 1967 Fanfare, voor harmonieorkest
- 1969 Prelude and March
- 1971 Intrada and Rondo
- 1972 Sonics and Metrics

### Muziektheater

#### Opera's
| Voltooid in | titel | aktes   | première                                                   | libretto                          |
| ----------- | ----- | ------- | ---------------------------------------------------------- | --------------------------------- |
| 1979        | Medea | 2 aktes | 3 mei 1979, Boston, New England Conservatory Opera Theater | Carveth Osterhaus, naar Euripides |

### Kamermuziek
- 1970 Four dialogues, voor orgel en slagwerk
  1. Fanfare
  2. Celebration
  3. Dirge
  4. Toccata
- 1979 Septet, voor houtblazers en strijkers
- 1993 Contrasts, voor fagot en piano
  1. Plaintive
  2. Lively
- 1999 Sonate, voor dwarsfluit en piano
- 2001 Flourish, voor koperkwintet
- 2004 Flourish and Hyper-Excursions, voor klarinet, slagwerk en piano
- Compressions 3, voor koperkwintet

### Werken voor piano
- 1982 Five miniatures
- 2001 Toccata